# Sains-en-Amiénois
Sains-en-Amiénois é uma comuna francesa na região administrativa de Altos da França, no departamento de Somme. Estende-se por uma área de 9,92 km². Em 2010 a comuna tinha 1 244 habitantes (densidade: 125,4 hab./km²).